# Чисхольм, Брок
Брок Чисхольм (англ. Brock Chisholm, 18 мая 1896, Оквилл, Онтарио, Канада — 4 февраля 1971, Виктория, Британская Колумбия, Канада) — канадский врач-психиатр и организатор здравоохранения, первый Генеральный директор Всемирной организации здравоохранения (1948—1953).

## Биография
Родился в семье управляющего угольным складом.
В 1915 г. с началом Первой мировой войны, в возрасте 18 лет он вступил в канадские экспедиционные силы, служил в 15-м батальоне в качестве повара, снайпера, пулеметчика и разведчика. За проявленный героизм, в том числе в сражении при Лансе, был дважды награжден Военным крестом; был повышен до звания капитана, после ранения в 1917 г. был демобилизован.
В 1924 г. он получил степень доктора медицины Торонтского университета, затем стажировался в Англии, где специализировался в области психиатрии. После шести лет частной практики в своем родном Оквилле он прошел дополнительное обучение в Йельском университете, где специализировался на психическом здоровье детей. За это время он утвердился во мнении, что дети должны воспитываться в «настолько интеллектуально свободной среде», насколько это возможно, независимо от предрассудков и предубеждений (политических, моральных и религиозных) их родителей.
С началом Второй мировой войны он выстроил успешную административную карьеру. Занимаясь психологическими аспектами подготовки солдат, он поднялся до звания генерального директора по медицинскому обслуживанию канадской армии (в 1942—1945 гг. занимал пост Главного хирурга Канады), став первым психиатром, который возглавил медицинскую службу среди всех армий того времени.
В 1944—1946 гг. — заместитель министра здравоохранения Канады.
В 1946 г. он был назначен исполнительным секретарем Временной комиссии Всемирной организации здравоохранения (ВОЗ), базирующейся в Женеве, Швейцария; был одним из 16 международных экспертов, с которыми проводились консультации при разработке первого Устава организации. С 1948 по 1953 г. был первым Генеральным директором ВОЗ. В этот период организация справилась с эпидемией холеры в Египте, вспышками малярии в Греции и на Сардинии и ввела службы предупреждения об эпидемиях для морских судов.
В середине 1940-х гг. в Канаде значительный общественный резонанс вызвали его заявления, что нельзя поощрять детей верить в Санта-Клауса, Библию или что-либо, что является сверхъестественным. После этого за ним закрепилась репутация самого злого (angry man) человека в Канаде. Религиозные и другие консервативные круги называли его марксистом и коммунистом. Одна из консервативных женских ассоциаций в Южной Калифорнии считала Чисхолма Антихристом. При этом либеральные исследователи считали его взгляды гуманистическими.
В 1957—1958 гг. занимал пост президента Всемирной федерации психического здоровья.

## Награды и звания
Компаньон Орден Канады (1967), кавалер ордена Британской империи.
- Медаль Института Пастера (1945)
- Премия Ласкера (1953)
- Почетный президент Всемирного движения федералисты-Канада (1957)
- Звание «Гуманист года» (Американская гуманистическая ассоциация) (1959)